# Arma d'asta

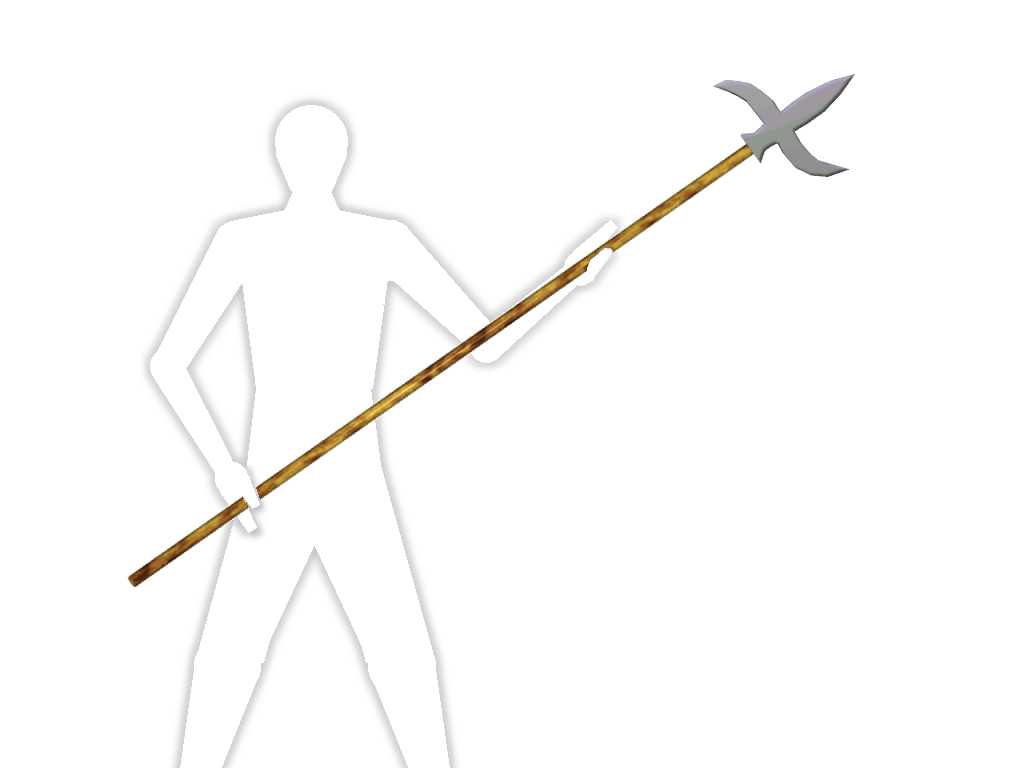
Maneig d'un nunti, una arma d'ast.

Una arma d'asta o ast, arma enastada o arma de fust és una arma blanca composta d'una fulla o d'una punta metàl·lica fixada a l'extrem d'un llarg mànec, generalment de fusta, anomenat asta. És utilitzada per al combat de proximitat.
La més estesa és la llança, utilitzada sobretot per les llancers. Aquesta, malgrat el seu nom, no es llança pas (contràriament per exemple a la javelina, que és llancívola) a l'Occident, però pot ser emprada per a llançament al cas de la llança de bambú (xinès tradicional: 筅槍, xinès simplificat: 筅枪), més lleugera que la llança de fusta plena, principalment utilitzada a la Xina.
L'interès de les armes d'ast és:
- d'augmentar la velocitat circumferencial per efecte de palanca i doncs la força d'un cop de talla (amb el tall) ;
- de tenir un abast més gran i doncs la possibilitat de tocar sense ésser tocat, i sobretot de poder tocar un enemic essent sobrealçat com en el cas d'un cavaller ;
- de poder venir en suport sobre el terra per a sostenir un esforç important (típicament una càrrega de cavalleria)

Demés, quan el mànec és fet de material flexible (com el bambú), pot corbar-se i vibrar, la qual cosa permet al ferro de contornar una protecció.

## Històric
L'ús de les armes d'ast és molt antic, remunta a la Prehistòria.
Les armes d'ast són relativament poc cares, i simples a fabricar com a utilitzar, perquè són sovint derivades d'armes de caça (com el venable) o eines agrícoles (com la dalla de guerra).
Les llances foren així probablement utilitzades en primer a la caça, com a arma llancívola o per picar directament ; la possibilitat de colpir una presa tot guardant-la a bona distància degué aparèixer molt aviat com a avantatjosa per als caçadors. Demés, una vegada plantada amb una inclinació a terra, és una defensa molt eficaç contra una càrrega (de cavalleria o aquella d'un depredador).
Unitats ordenades d'homes equipats d'armes d'ast van ser igualment reconegudes ben aviat com unitats de combat eficaces (vegeu falange hoplítica, falange macedònia i sarissa pel que fa a l'Europa antiga) :
- en defensa, era difícil de tocar els homes darrere de llurs llances ;
- en atac, ho devastaven tot

Els punts fluixos són: una lentor a maniobrar per a poder conservar la formació, la fragilitat en cas d'atac de flanc o d'esquena i la necessitat d'un terreny ras per a manobrar.
Amb la generalització dels combatents cuirassats, particularment la cavalleria, les armes d'ast han combinat el ferro de llança (per als cops d'estoc) amb un ferro de destral o altra, per als cops de talla.
Les armes d'ast foren més endavant àmpliament superades per les armes de foc. Tanmateix, la utilització de la baioneta durant els assalts moderns pot ser vista com una sobrevivença de les armes d'ast.
Ha donat el seu nom a una part dels legionaris romans, els hastats.

## Llista medieval occidental

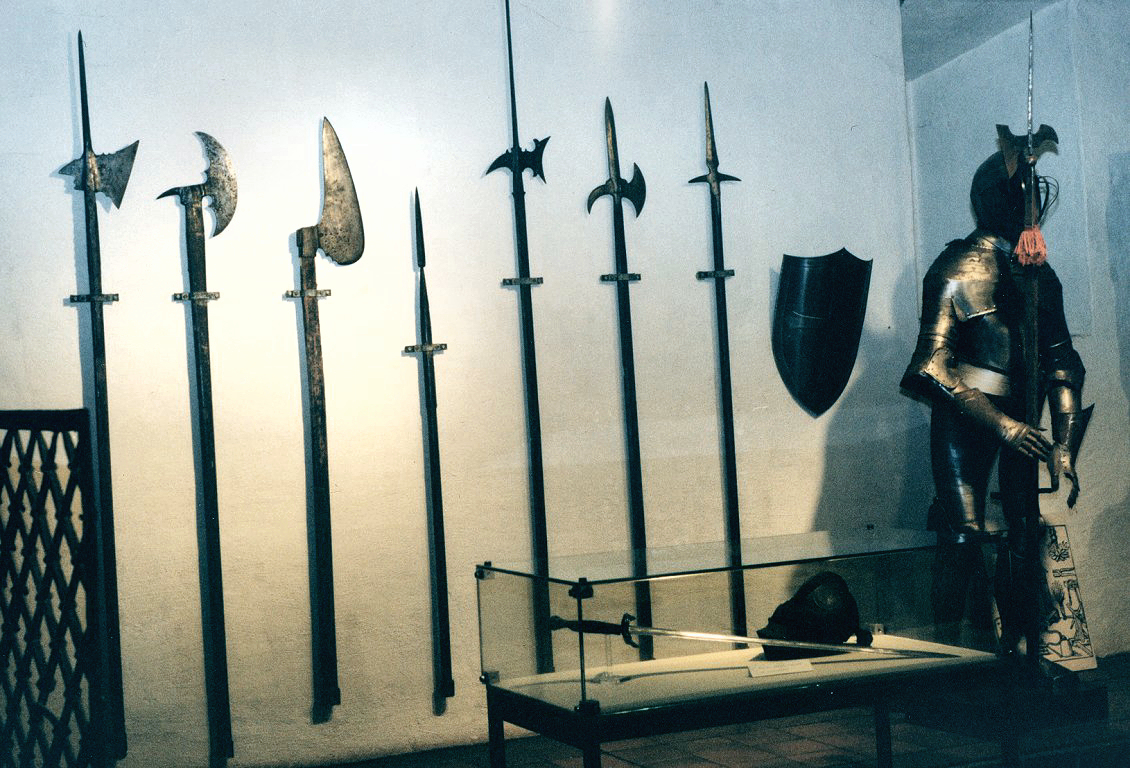
Exposició d'armes d'ast al castell de Nideggen.

- Anicroche (en francès) : arma composta d'un acorador (fr. coutelas) recorbat per a tallar les garretes dels cavalls, desossar un cavaller arrencant-li les seves peces de cuirasses. Utilitzada del segle xiv al s. XVI.
- Bardiche (en francès) : arma originària d'Europa de l'Est, composta d'un mànec de fusta que podia ser llarg de 2 m i d'un ferro en forma de destral estirada.
- Dalla de guerra o falçó (fauchard en francès) : arma d'ast inspirada de la dalla que utilitzaven els pagesos en temps de guerra (fulla tallada d'un costat solament). Apareix al començament del segle xiii.
- Partesana ('pertuisane' en francès) : arma derivada de la llança, utilitzada a Itàlia al s. XV.
- Pica : llarga llança de soldat d'infanteria (prop de 6m), utilitzada per a trencar la càrrega dels cavallers, potser té l'origen en la sarissa macedònia.
- Vouge (en francès) : arma composta d'una gran peça metàl·lica (ex. : rella) a l'extrem d'un mànec, utilitzada per la infanteria (els « vougiers »).
- Destral d'armes : també dita « gran destral d'arma » o « gran martell d'arma ». Utilitzada pels combatents a peu armurats (cavallers o peons pesants), la destral d'arma és una arma concebuda per a combatre un adversari protegit per la seva cuirassa. En ús del segle xiv al XV.
- Guisarma
- Llança
- Alabarda
- Bec de corbin

## Llista oriental
- El nunti japonès.

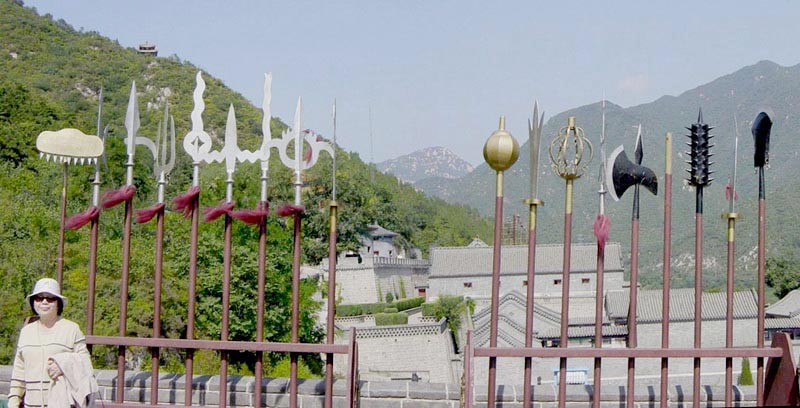
Reproducció d'armes d'ast a la Gran Muralla de la Xina.

- El naginata japonès (tipus de falçó).
- el yari japonès (tipus de llança).
- el torimono sandōgu, tríptic d'armes de policia japonès.
- el nagamaki japonès (tipus de falçó).
- el ji xinès.
- el gun xinès (tipus de llança).
- el woldo coreà (tipus de falçó).